# Daniel Inouye
Daniel Inouye (7. září 1924 Honolulu, Havaj – 17. prosince 2012) byl americký politik, senátor.

## Politická kariéra
Od 28. června 2010 po úmrtí jeho stranického kolegy – senátora Roberta Byrda (D-WV) – se stal dočasným předsedou Senátu („president pro tempore“). Dočasný předseda je druhá nejvyšší ústavní funkce v Senátu (po předsedovi Senátu, kterým je Viceprezident), a byl tak dosud nejvýš postaveným Američanem asijského původu v historii Spojených států.
Jeho funkce prozatímního předsedy Senátu USA je třetí v pořadí v Nástupnictví na úřad prezidenta Spojených států amerických.
Senátor Daniel Inouye se stal nejdéle sloužícím senátorem ze státu Havaj a druhým nejdéle sloužícím senátorem v historii amerického Kongresu. Několik měsíců před svojí smrtí byl připraven kandidovat dalších senátních volbách a překonat tak rekord senátora Roberta Byrda, v roce 2012 však byl hospitalizován v nemocnici v Bethesdě, kde následně zemřel kvůli dýchacím komplikacím.